# Medenina in patina
Medenina in patina ali angleško Brass and Patina (s podnaslovom Potovanje skozi čas slovenskega godbeništva ali angleško A journey through the era of the Slovenian band movement) je album Orkestra Slovenske vojske, ki je izšel na glasbeni CD plošči leta 2006 pri založbi ZKP RTV Slovenija.

## Seznam posnetkov
| CD              | CD                                                                     | CD              | CD              | CD      |
| Št.             | Naslov                                                                 | Glasba          | Priredba        | Dolžina |
| --------------- | ---------------------------------------------------------------------- | --------------- | --------------- | ------- |
| 1.              | „Domžalska koračnica / Domžale March‟                                  | J. Čerin        |                 | 2:31    |
| 2.              | „Pohorske cvetlice / Pohorje Flowers‟                                  | E. Hartman      |                 | 6:45    |
| 3.              | „Potovanje po Kranjski deželi / A Journey Through the Carniola Region‟ | A. Jakl         |                 | 6:45    |
| 4.              | „Duhovna pesem / Spiritual Song‟                                       | A. Dolinar      |                 | 7:31    |
| 5.              | „Na Trški gori / On Trška Gora‟                                        | D. Bučar        | S. Dlesk        | 4:44    |
| 6.              | „Mlada pota / The Youthful Paths‟                                      | A. Dolinar      | F. Bernard      | 12:16   |
| 7.              | „Koračnica generala Maistra / The March of General Maister‟            | F. Es           |                 | 2:05    |
| Skupna dolžina: | Skupna dolžina:                                                        | Skupna dolžina: | Skupna dolžina: | 42:47   |

## Sodelujoči

### Orkester Slovenske vojske / Slovenian Armed Forces Band
- Andreja Šolar – dirigentka

### Produkcija
- Dečo Žgur – producent
- Mitja Krže – snemalec
- Miro Prljača – digitalna montaža in zvokovna obdelava
- Igor Krivokapič – predstavitveno besedilo
- T. Šulman – oblikovanje
- Alan Orlič Belšak – fotografije